# Kościół Niepokalanego Poczęcia Najświętszej Maryi Panny w Krzymowie
Kościół Niepokalanego Poczęcia Najświętszej Maryi Panny w Krzymowie – rzymskokatolicki kościół parafialny zlokalizowany w Krzymowie, w powiecie konińskim. 

## Historia
Parafia we wsi powstała już przed XV wiekiem. W drugiej połowie XVI wieku lokalny posiadacz ziemski, Władysław Grodzki, po przejściu na protestantyzm, zawłaszczył grunty i dziesięciny plebańskie, a także zmusił proboszcza do opuszczenia parafii. Kościół przekazał ewangelikom. W 1607 miejscowość nabył Rafał Jarochowski, który był katolikiem i w związku z tym usunął protestanckiego duchownego, jednak nie przywracając poprzedniego stanu posiadania parafii. W 1773 miejscowy dziedzic Ignacy Byszewski (rejent grodzki łęczycki) zainicjował instalację proboszcza, księdza Marcina Mikrzewskiego. Kościół, wówczas pod wezwaniem św. Marii Magdaleny był konsekrowany, ale jego stan techniczny był tak zły, że nie odprawiano w nim nabożeństw, a z jego dawnego wyposażenia zachowała się tylko chrzcielnica. W 1779 ksiądz Maciej Maliński, prepozyt tuliszkowski, poświęcił nowy kościół (drewniany), który ufundował Ignacy Byszewski. W 1865 również ta budowla wymagała gruntownego remontu, z uwagi na zły stan techniczny. Remont sfinansowali parafianie, którzy wystawili też nową dzwonnicę. 
Obecny kościół, na miejscu poprzednich, zbudowano w stylu neogotyckim w latach 1903-1907 (lub 1910) w wyniku działań podjętych przez ks. Konstantego Kuropeckiego. Był on konsekrowany 16 czerwca 1910 przez biskupa Stanisława Zdzitowieckiego. W 1912 położono posadzkę (przedsiębiorstwo Dziewulski i Lange z Opoczna). W roku 1928 Kruczkowski i syn (Łódź) zamontował w kościele organy dwunastogłosowe. W 1932 wzniesiono dzwonnicę o betonowej podstawie z dzwonami o imionach Maria, Józef i Michał (podczas II wojny światowej ukradli je Niemcy).
W czasie okupacji kościół okradziono z wyposażenia i zamieniono na salę zabaw dla dzieci niemieckich. Po przepędzeniu Niemców kościół odnowiono – w 1948 wykonano w Poznaniu nowy ołtarz główny i obraz Matki Bożej Niepokalanie Poczętej, a także wstawiono ambonę. W 1948 również zelektryfikowano kościół i ufundowano dwa dzwony noszące imiona Maria i Józef. 24 lipca 1954 poświęcono obraz Świętej Rodziny namalowany przez Henryka Walczyńskiego. W 1955 namalowano polichromię, a w 1956 wstawiono nowe ławki dla wiernych. W latach 1995–1997 wykonano remont obiektu, podczas którego m.in. wymieniono pokrycie dachowe – zamiast dachówki położono blachę miedzianą. Po remoncie kościół ponownie konsekrowano 20 czerwca 2010.

## Otoczenie
Kościół otacza teren dawnego cmentarza z resztkami nagrobków z XIX i początku XX wieku.